# Krina Ber
Kristina Ber de Da Costa Gomes (Lodz, Polonia, 29 de enero de 1948 - Caracas, 17 de diciembre de 2024) conocida por su nombre de pluma Krina Ber, fue una escritora y arquitecta venezolana-israelí-portuguesa, nacida en Polonia. Comenzó a escribir en 2001 y desde entonces recibió varios reconocimientos en el ámbito de literatura venezolana.

## Biografía
Hija de dos sobrevivientes del Holocausto que saltaron del tren que los conducía a Auschwitz y fueron escondidos en Varsovia hasta terminada la guerra. Kristina es la mayor de dos hermanos. Después de la guerra su padre Artur Ber, fue un médico y científico reconocido, pionero de endocrinología polaca. No obstante, quería sacar a su familia del comunismo soviético y en la primera ocasión, en 1957, la familia emigra a Israel. La niña de nueve años, ya en Tel Aviv, cambia su nombre a Krina. Escribe desde pequeña, pero siempre en polaco, mientras su vida diaria transcurre en hebreo y más tarde, en francés. 
Después de cumplir con el servicio militar, decide irse con dos amigas a Suiza para estudiar arquitectura en la École Polytechnique Fédérale de Lausanne, donde conoce a su esposo Fernando Da Costa Gomes, de nacionalidad portuguesa. Contraen matrimonio en Dinamarca en 1971. Después de graduada, Ber comienza su itinerario entre Suiza, Israel y Portugal, hasta que en 1975 parte con su hijo de 10 meses a Venezuela para encontrarse con su esposo, el cual había migrado unos meses antes. Desde entonces vive y trabaja en Caracas, donde nacerá el segundo hijo de la familia. En 1991 funda con su marido a Kreska Proyectos Industriales C.A. compañía de proyectos de diseño industrial en arquitectura, especializada en acero, vidrio y telas estructurales. Después de toda la vida adulta dedicada a ese ramo, Krina vuelve a descubrir el camino de las letras (olvidado junto con su idioma natal) asistiendo al curso de narrativa dictado por el escritor Eduardo Liendo en la Universidad Católica Andrés Bello. Posteriormente cursa también la maestría en Literatura Comparada en la Universidad Central de Venezuela. En el año 2001 comienza su trayectoria como escritora, que la llevó a recibir numerosos galardones a nivel nacional, incluyendo el premio del emblemático Concurso de Cuentos de El Nacional en 2007 y, ese mismo año, el de SACVEN. Su primera novela, Nube de Polvo, obtuvo el Premio de la Crítica en 2016, y la segunda, Ficciones Asesinas, ganó el XIX Concurso Transgenérico de la Fundación para La Cultura Urbana en 2020. Sus relatos están incluidos en casi todas las antologías del cuento venezolano del siglo XXI y fueron objeto de varios trabajos académicos.  
Tuvo que enfrentarse a un choque cultural y lingüístico; sin embargo, esta fue la clave para la estética literaria que subyace en su escritura. En sus obras se puede encontrar un escudriñamiento de la realidad desde adentro y una apropiación de la venezolanidad desde la lengua, lo coloquial y lo cultural.

## Obra
La obra de Krina Ber parte de sus vivencias personales, en ellas se encuentran numerosas referencias al abuso del poder por parte de los sistemas gubernamentales, el paso del tiempo, la pérdida, el amor y la melancolía, todo desde el punto de encuentro entre la ficción y la realidad.
- «Los milagros no ocurren en la cola» (2002): Su primer relato publicado en el libro que reúne los cuentos premiados del tercer Concurso Nacional de Cuentos de Sacven celebrado en el año 2002. En él se propone exhibir un perfil psicológico[3] de su protagonista y permite al lector intimar con sus personajes. La historia traza líneas melancólicas con temas como la extranjería, la pérdida del padre y el miedo a vivir el amor.
- «Cuentos con agujeros» (2005): Conjunto de relatos publicado por Monte Ávila Editores por ser ganador del Concurso para Autores Inéditos. Los agujeros, que «abarcan toda clase de grietas en la superficie de la realidad» confiriendo un toque fantástico a estas historias cotidianas.
- «Para no perder el hilo» (Mondadori, 2009): también se compone de una serie de cuentos, algunos casi novelas cortas, intercalados con unas entradas de un diario ficticio que organizan semánticamente el conjunto. Los cuentos narran historias de amor, de viajes y desplazamientos, vivencias que llevan a la adaptación y al aprendizaje desde lo cotidiano.
- «El espacio de la ficción de dos obras contemporáneas: El jinete polaco, de Antonio Muñoz Molina y Agua quemada, de Carlos Fuentes» (2011): un ensayo literario.
- «Nube de Polvo» (2015):[4] Se trata de la primera novela de la autora, que recibe el reconocimiento del jurado del Premio de la Crítica a la Novela celebrada en Caracas en el año 2016.[5] Nube de Polvo narra la historia de Vilma Sandoval, una adolescente vivaz y de una ética indoblegable. Una historia de crecimiento a través de una aventura de amor y erotismo que demuestra el carácter combatiente de su protagonista hacia su mundo deteriorado plagado de corrupción.
- «La Hora Perdida» (2015):[6] En ese entramado de relatos individuales que se conectan entre sí la obra despliega una mirada amplia e íntima sobre el ser humano a través del desarraigo, la pérdida, el desamor y distintos componentes de la realidad individual.
- «Ficciones Asesinas» (2021):[7] Novela que avanza con el «ritmo de thriller[8]» en un país distópico sometido a un sistema totalitario, donde vemos reflejadas las vivencias cotidianas de Venezuela contemporánea. Es también un misterio policial que refleja la corrupción de un país regido por el totalitarismo cuyas ciudades se encuentran divididas en zonas con rejas, la gente vive agobiada por la burocracia y los ciudadanos mayores pierden sus derechos civiles al cumplir setenta años. No obstante, el libro destaca sobre todo por su tono del humor irónico y la historia de amor entre personajes poco usuales.

## Reconocimientos
- Premio «Obras de Autores Inéditos» de Monte Ávila Editores (2004).
- Premio Bienal Literaria «Daniel Mendoza» de Ateneo de Calabozo (2005).
- Premio de Cuentos de El Nacional: Mención Especial (2001) y Premio (2007).
- Premio de Cuentos de SACVEN del Nacional: Finalista (2002) y Premio (2007).
- Premio de la Crítica a la novela del año  por Nube de polvo (2016).
- Premio Anual Transgenérico de la Fundación para la Cultura Urbana por Ficciones Asesinas (2020).[9][10]